# Konstanty Michalski

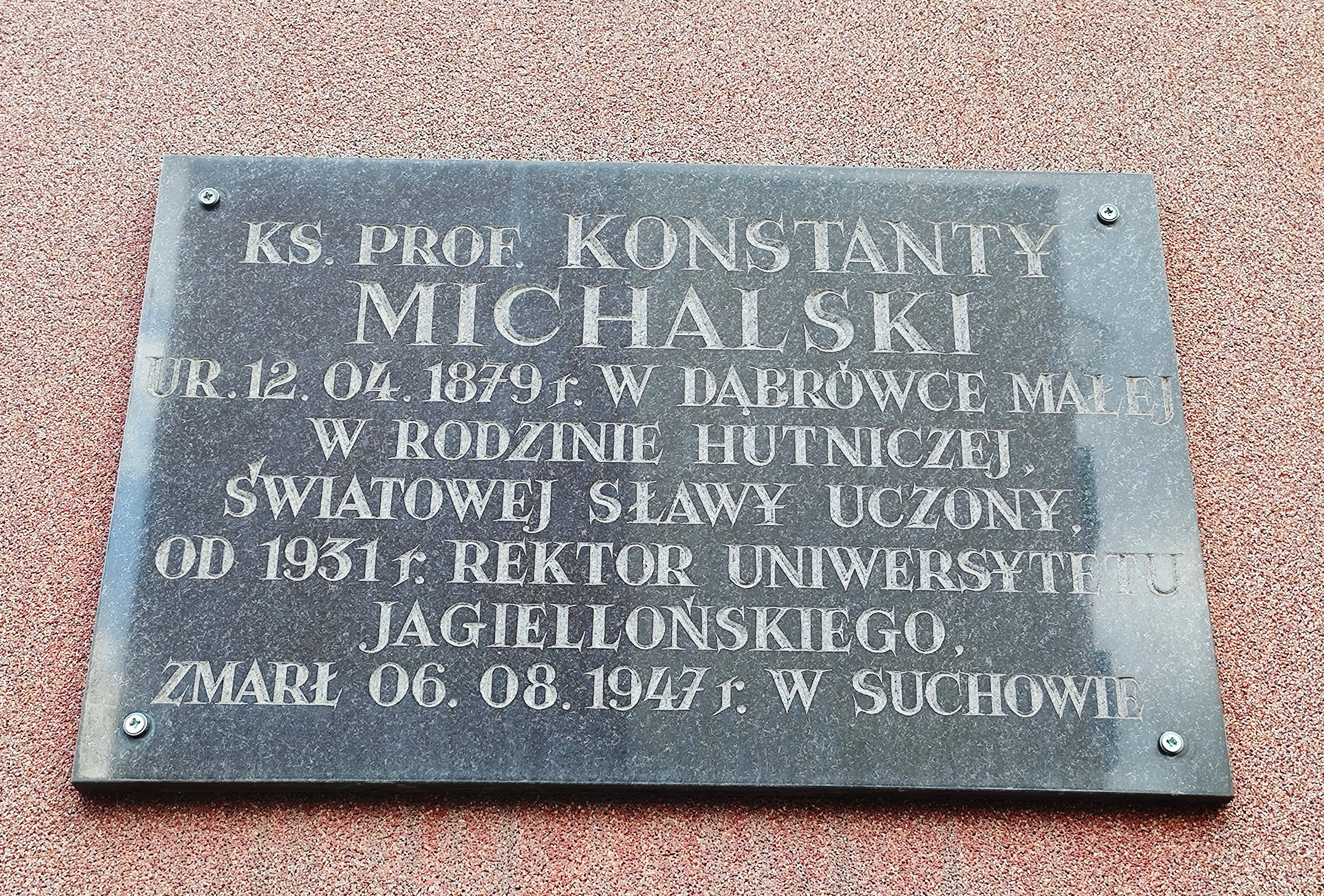
Tablica upamiętniająca Michalskiego w Katowicach–Dąbrówce Małej, na osiedlu jego imienia

Konstanty Józef Michalski (ur. 12 kwietnia 1879 w Dąbrówce Małej, zm. 6 sierpnia 1947 w Krakowie) – polski prezbiter katolicki, misjonarz św. Wincentego a Paulo, filozof, historyk filozofii, rektor Uniwersytetu Jagiellońskiego w Krakowie.

## Życiorys
Pochodził z rodziny hutniczej. Był synem Ignacego i Pauliny z Wincklerów, zamieszkałych w Dąbrówce Małej (obecnie dzielnica Katowic). Szkołę średnią ukończył w Zgromadzeniu Misji św. Wincentego a Paulo w Krakowie, gdzie został przyjęty do grona alumnów i rozpoczął naukę filozofii i teologii. W 1903 przyjął święcenia kapłańskie. Prowadząc działalność duszpasterską, studiował slawistykę na Uniwersytecie Jagiellońskim, a następnie w Wyższym Instytucie Filozofii w Lowanium w Belgii. Doktorat otrzymał w 1911 roku. Po ukończeniu studiów i powrocie do Krakowa pełnił funkcję prefekta w Instytucie Teologii w macierzystym zgromadzeniu. Od 1914 r. wykładał na Wydziale Teologii Uniwersytetu Jagiellońskiego, a pięć lat później otrzymał tytuł profesora zwyczajnego. Kilkakrotnie piastował stanowisko dziekana Wydziału Teologii UJ. W latach 1931–1932 pełnił funkcję rektora tej uczelni. Był członkiem Polskiej Akademii Umiejętności w Krakowie. Należał do najwybitniejszych polskich filozofów pierwszej połowy XX wieku. Był autorem 70 publikacji naukowych dotyczących filozofii średniowiecza.
Został aresztowany wraz z innymi profesorami Uniwersytetu Jagiellońskiego 6 listopada 1939 podczas Sonderaktion Krakau osadzony w obozie koncentracyjnym Sachsenhausen. Zwolniony w lutym 1940 kolejne lata wojny spędził w ziemi sandomierskiej. Po powrocie z obozu opublikował dzieło pod znamiennym tytułem Między heroizmem a bestialstwem. W 1945 powrócił do Krakowa i od marca tego roku rozpoczął na nowo wykłady na Wydziale Teologicznym Uniwersytetu Jagiellońskiego.
Pochowany 8 sierpnia 1947 na cmentarzu Rakowickim w Krakowie (kwatera Ya, w grobowcu misjonarzy).

## Ordery i odznaczenia
- Krzyż Komandorski Orderu Odrodzenia Polski (11 listopada 1936)[5]

## Upamiętnienie
Jego imieniem w 1994 zostało nazwane osiedle w Katowicach – Dąbrówce Małej (osiedle Konstantego Michalskiego).

## Dorobek naukowy
Konstanty Michalski jest uważany za twórcę historiozoficznej teorii zwanej perfekcjonaryzmem, co było przedmiotem sporu między badaczami jego spuścizny: K. Kłusakiem, A. Usowiczem i W. Świeżawskim. Do jego historiozoficznej tezy zwanej perfekcjonaryzmem krytycznie odnosili się niektórzy filozofowie ze szkoły lubelskiej, być może, dlatego nie chciał podjąć pracy na KUL po wojnie. Jego dorobek charakteryzuje się:
- ideą organizmu, czyli ujmowania całościowego,
- ideą rozwoju, czyli stare zasady łączył z dorobkiem nowożytnym i współczesnym,
- ideą sublimacji, co wyrażało się w rozumieniu sztuki jako kształtowania charakteru moralnego, i którą wiązał z rozumem.

Wpłynął na zainteresowania logiką średniowiecza przez J. Łukasiewicza, J. Bocheńskiego i J. Salamuchę. Początkowo oddawał się studiom nad Machem i Duhemem, później badał źródła polskiej scholastyki w XIV wiecznej zachodnioeuropejskiej filozofii uprawianej na Oksfordzie i w Paryżu. Zajmował się także myślą filozoficzno-teologiczną Dantego.

## Niektóre publikacje
- Brat Albert: W setną rocznicę urodzin (1846–1946)
- Duszę dać[6]
- Eros i logos u Dantego[7]
- Michał z Bystrzykowa i Jan ze Stobnicy jako przedstawiciele skotyzmu w Polsce
- Między heroizmem a bestialstwem
- O polskiej sztuce religijnej
- Przyczynki z kodeksu Mogilskiego do dziejów oświaty w Polsce w XV wieku (wspólnie z Tadeuszem Sinko)
- Resurrectio et vita
- Wpływ Oksfordu na filozofię Jana z Mirecourt